# Holda Schiller
Holda Schiller, geb. Holda Stumpp, (* 13. Februar 1923 in Pavlovka, Bessarabien; † 15. Dezember 2015) war  eine deutsche Schriftstellerin und Übersetzerin.

## Leben
Holda Schiller war  die Tochter eines Wasserschöpfers, der 1933 im Alter von 36 Jahren verstarb und sechs Kinder hinterließ. Sie besuchte die rumänische Grundschule in dem deutschen Dorf Pavlovka. 1940 kam sie im Rahmen der Umsiedlungsaktion Heim ins Reich mit ihrer Familie in deutsche Umsiedlungslager. Dort ließ sich Holda Schiller als Krankenpflegerin ausbilden und arbeitete im Krankenhaus Langenbielau. 1942 wurde sie mit ihrer Familie im Warthegau, Kreis Posen angesiedelt. Nach der Flucht vor der Roten Armee kam die Familie nach Deetz/Havel, wo Holda Schiller auf einer Obstplantage arbeitete und nebenbei Privatunterricht nahm. Sie besuchte einen Neulehrerkurs in Wittenberge und arbeitete von 1947 bis 1958 als Lehrerin in Lehnin, Radebeul und Leipzig. Von 1960 bis 1983 war sie freiberuflich als Dolmetscherin und Übersetzerin tätig,  erwarb die Zulassung als Verhandlungs- und Kongressdolmetscherin ebenso als Übersetzerin für die rumänische Sprache bei Gerichten und Notaren. 
1966 begann sie, angeregt durch ihre eigenen Kinder und die Kinder in der Schule, kleinere Kinderbücher zu veröffentlichen. Erst als Rentnerin fand sie Zeit für größere Vorhaben.
Sie lebte in Leipzig und war Mutter von zwei Kindern. Sie verstarb am 15. Dezember 2015.

## Werke
- 1966: Die Kinder im Tobteufelhaus. Erzählung für Kinder. Kinderbuchverlag Berlin (Die kleinen Trompeterbücher, Band 57)
- 1968: Das Wunderpferdchen aus Kornhagen. Erzählung für Kinder. Kinderbuchverlag Berlin; (Die kleinen Trompeterbücher, Band 66)
- 1987: Wir beide und Pipo. Erzählungen aus Rumänien. Kinderbuchverlag Berlin, herausgegeben von Holda Schiller
- 1990: Das Leben scheidet, nicht der Tod. Roman. Buchverlag Der Morgen
- 1999: Deines Nächsten Haus. Scheffler-Verlag, Herdecke
- 2003: Pechvogel Glückspilz. Scheffler-Verlag, Herdecke
- 2013: Die Kinder im Tobteufelhaus / Das Wunderpferdchen aus Kornhagen. EDITION digital, Pinnow

### Übersetzungen
- 1967: Ferien. Roman für Schüler, Anton Costache, Kinderbuchverlag Berlin
- 1972: Der erste Preis. Rumänische Skizzen und Satiren, Ion Luca Caragiale,  Georg Maurer (Co-Übersetzer),  Kinderbuchverlag Berlin
- 1974: Arm in Arm mit dem letzten Drachen, Georgina Viorica Rogoz,  Kinderbuchverlag Berlin, Creanga Verlag Bukarest
- 1979: Der Narr mit der Blätterkrone. Roman, Dumitru Radu Popescu,  Verlag Volk und Welt
- 1983: Der Winter ist ein anderes Land. Roman, Gabriel Gafita,  Verlag Volk und Welt
- 1985: Die Insel im Fluß. Roman, Eugen Uricaru,  Verlag Volk und Welt